# Приходько, Галина Леонидовна
Галина Леонидовна Приходько (12 мая 1968, Киев) — украинская футболистка, выступавшая на позиции полузащитника.
С 1995 по 1996 год выступала за ЦСК ВВС , провела в чемпионате России 17 матчей и забила два гола.

## Достижения
- Чемпион ВДФСОП СССР: 1989
- Чемпион СССР: 1990
- Чемпион Украины: 1993
- Серебряный призёр чемпионата Украины: 1992
- Обладатель кубка Украины: 1993
- Финалист кубка Украины: 1992
- Чемпион России: 1996
- Серебряный призёр чемпионата России: 1995
- Финалист кубка России (2): 1995, 1996
- Победитель кубка чемпионов Содружества: 1996[1]